# ولتاژ آفست ورودی

ولتاژ آفست

ولتاژ آفست ورودی (انگلیسی: Input offset voltage) ({\displaystyle V_{os}}) یا ولتاژ جبران کنندهٔ ورودی پارامتری برای توضیح میزان ولتاژ مستقیم (DC) مورد نیاز برای جبران خطای تقویت کننده‌های عملیاتی است.
یک تقویت کنندهٔ عملیاتی (op-amp) تفاضل میان ورودی‌هایش را تقویت می‌کند (مثلا اگر دو ولتاژ ورودی ۴ و ۱ ولت باشند، تفاضل این دو که ۳ولت است در تقویت‌کننده عملیاتی به اندازهٔ مقرر مثلاً ۲ برابر تقویت می‌شود و خروجی ۶ ولت را باید انتظار داشت). بر همین مبنا، اگر ورودی‌ها با هم برابر باشند یعنی تفاضل برابر صفر ولت باشد، خروجی تقویت‌کننده در یک تقویت کنندهٔ ایده‌ال، باید صفر باشد؛ ولی به هر حال به دلیل رویهٔ ساخت و به ویژه درجهٔ دما، با وجود صفر بودن تفاوت ورودی‌ها، خروجی هنگامی صفر می‌شود که مقدار تفاضل ورودی‌ها به میزانی غیر از صفر (مثلا ده میلی ولت) باشد که به آن ولتاژ آفست ورودی می‌گویند.
مقادیر معمول برای {\displaystyle V_{os}} در تقویت کننده‌های عملیاتی ارزان قیمت چیزی در حدود ۱ تا ده میلی ولت است. این مقدار در آی‌سی‌ها می‌تواند تا میزان چندین میکرو ولت کاهش یابد. برای به صفر رساندن نیاز به ولتاژ آفست‌کننده می‌توان از آی‌سی‌های با کیفیت بالا بهره گرفت یا از (chop-amp) استفاده کرد. این تقویت کننده‌ها دائماً ولتاژ آفست را اندازه‌گیری و جبران می‌کنند و برای مواردی که نیاز به جبران کردن جزئی باشد مناسب‌اند.
مقدار آفست ورودی با تغییرات دما و گذشت زمان نیز دستخوش تغییر می‌شود.
مقدار جریان ورودی و جریان افست ورودی بر روی مقدار خالص ولتاژ آفست ورودی یک تقویت‌کننده تأثیر می‌گذارند. ولتاژ آفست به دلیل همین جریان‌ها، از پارامتر افست ورودی جدا و با مقاومت ظاهری منبع سیگنال و ورودی مقاومت شبکه مرتبط‌اند.